# 춘추곡량전
춘추곡량전(春秋穀梁傳)은 춘추공양전, 춘추좌씨전과 같이 춘추삼전 중의 하나이다. 십삼경을 이루는 책 중 하나이기도 하다. 경학에서는 이 책을 중요하게 여긴다.

## 성립
전승에 의하면 곡량전은 공양전과 같이 공자의 제자 자하(子夏)로부터 곡량자(穀梁子, 이름이 적(赤)이라고, 하지만 정확하지 않음.)에게 전수하였고, 곡량자가 저작을 하였다는 말이 있지만, 이와 같은 전승은 공양전 같이 전해온 이야기가 사실로 인정하기에 무리가 있고, 적어도 한 선제(漢宣帝) 시대에 현재에 전해진 형태로 완성되었다는 것이 일반적인 정설로 알고 있지만, 그 이전의 성립 경위는 분명해지지 않고 있다.
공양전과 같이, 곡량전에도 몇 사람의 경사(經師)가 존재하여, 여러 가지 전승이 존재한 것은 사실이라고 말하고 있다. 그러나 곡량전은 분명하게 공양전의 영향을 받아 성립했다고, 생각되는 점이 존재하기 때문에 현존하는 곡량전의 판본이 전해온 것이 적어도 공양전이 먼저 나온 후에 뒤에 나왔다고 전해지고 있다.

## 배경
≪춘추(春秋)≫는 중국에 현존하는 가장 오래된 편년체(編年體) 사서(史書)다. 약 1만 6000여 자의 분량으로 노(魯)나라 은공(隱公) 원년(元年, BC 722)부터 애공(哀公) 14년(BC 481)까지 242년의 역사 기록이다. 이 기간을 역사에서는 춘추 시대라고 한다. ≪춘추≫는 또한 ≪춘추경≫이라고도 부른다. 맹자(孟子)에 따르면 춘추 말기 공자(孔子)가 기존의 노나라 역사 기록을 근거로 정리해 ≪춘추≫를 편찬했다고 한다. 때문에 후세 유가에 의해서 경(經)으로 높여졌다.
≪춘추≫가 후세에 끼친 영향은 심대하다. 맹자 이후 ≪춘추≫는 공자의 뜻이 담긴 지고한 경전으로 추존되었다. 중국뿐 아니라 우리나라에서도 ‘춘추대의(春秋大義)’에 대한 앙모와 존중은 선유들의 정신에 스며들었고 그에 부합하는 삶을 지향하게 만들었다. 조선(朝鮮)의 경우, 주지하듯 친명배원(親明排元) 정책으로부터 북벌론(北伐論) 및 위정척사론(衛正斥邪論)에 이르기까지 역사의 고비마다 ≪춘추≫는 정치적 명분의 기준점이 되었고, 사회의 기풍을 선도했으며, 선비의 정신을 대변하는 역할을 담당했다.
≪춘추≫는 연도순으로 사건을 기록한다. 해마다 춘하추동의 사시(四時)가 먼저 제시되고 사시에는 월(月)과 일(日)이 배속되며 날짜는 간지(干支)로 표시한다. 사건은 조목(條目)으로 나누어 기록되어 있으며 긴 것은 47자, 짧은 것은 1자다. ≪춘추≫의 내용은 대부분 정치 사건인데 전쟁 및 그와 관련한 회맹(會盟) 기록이 특히 많다. 그 외에 제사나 혼상(婚喪) 그리고 일식, 월식, 지진 등 자연 현상을 기록했다. 다만 ≪춘추≫의 기록은 지나치게 소략하다. 기록 당시 살았거나 시대적으로 근접한 사람들이야 내용을 알 수도 있었겠지만 시대가 흐른다면 더욱 해독하기 어려워질 것은 자명한 일이었다. 공자 후학들이 ≪춘추≫에 대한 해설을 전수해야 했던 이유다. ≪한서·예문지(漢書藝文志)≫에는 당시 ≪춘추≫를 해설한 대표적 학파로 좌씨(左氏), 공양(公羊), 곡량(穀梁), 추씨(鄒氏), 협씨(夾氏)를 수록했다. 추씨와 협씨는 사라졌고 현재는 좌씨, 공양, 곡량 세 학파만이 전승된다. 이들 세 학파의 해설서인 ≪좌씨전(左氏傳, 간칭 ≪좌전≫)≫, ≪공양전(公羊傳)≫, ≪곡량전(穀梁傳)≫을 ‘춘추삼전(春秋三傳)’이라 한다.
≪춘추≫의 기록은 간약(簡約)하고 뜻은 감추어져 있다. ≪공양전≫이 원칙을 중시했다면 ≪곡량전≫은 사람의 마음을 바로잡는 것을 중시해 그로써 후세에 표준을 드리우고자 했다. ≪춘추≫의 바른 독법은 우선 사실 관계를 ≪좌전≫에서 확인하고, 곡량, 공양을 통해 그 대의를 찾아봄이 무난하다. 각 방면에 대한 비교 대조 분석 없이 하나를 맹종한다면 ≪춘추≫를 제대로 이해할 수 없다.